# Fonnie du Toit
Pour les articles homonymes, voir Du Toit.
Pas d'image ? Cliquez ici

a Compétitions nationales et continentales officielles uniquement.

b Matchs officiels uniquement.
Pieter Alfonso du Toit, plus connu simplement comme Fonnie du Toit, né le 13 mars 1920 à Vryburg et mort le 21 juillet 2001 à Pretoria, est un joueur de rugby à XV qui a joué avec l'équipe d'Afrique du Sud évoluant au poste de demi de mêlée.

## Biographie
Il dispute son premier test match le 13 août 1949 contre les All Blacks. La seconde Guerre mondiale l'a contraint à commencer sa carrière internationale à 29 ans. Il joue son dernier test match contre la France le 16 février 1952.
Après une interruption due à la seconde Guerre mondiale de 11 ans, le premier test match d'une série de quatre des Springboks se dispute en 1949 contre l’équipe de  Nouvelle-Zélande. Les All Blacks n'emportent aucun match de cette série, perdant 15-11, 12-6, 9-3, 11-8. Danie Craven débute comme entraîneur en 1949, et il commence sa carrière en réalisant un exploit : série victorieuse 4-0. Les Springboks enchaînent dix victoires consécutives, ils font une tournée en Grande-Bretagne, en Irlande et en France en 1951-1952. Les Springboks marque l'histoire en réalisant le grand chelem lors de cette tournée. Ils l'emportent sur l’Écosse 44-0, l'Irlande 17-5, sur le pays de Galles 6-3, ils gagnent l'Angleterre 8-3. Ils gagnent ensuite à Paris 25-3 contre la France après une victoire contre les Barbarians. Fonnie du Toit fait partie de cette tournée. Il inscrit un essai contre l'Angleterre après un premier essai contre la Nouvelle-Zélande. En huit matchs, il compte autant de victoires.
Il évolue avec le Northern Transvaal avec qui il dispute la Currie Cup.

## Statistiques en équipe nationale
- 8 sélections (8 victoires)
- 6 points (2 essais)
- Sélections par année : 3 en 1949, 3 en 1951, 2 en 1952